# Merodon karadaghensis
Merodon karadaghensis är en tvåvingeart som beskrevs av Zimina 1989. Merodon karadaghensis ingår i släktet narcissblomflugor, och familjen blomflugor.
Artens utbredningsområde är Ukraina. Inga underarter finns listade i Catalogue of Life.